# Bolitoglossa robusta
Espèce
Synonymes
- Oedipus robustus Cope, 1894

Statut de conservation UICN

 LC  : Préoccupation mineure
Bolitoglossa robusta est une espèce d'urodèles de la famille des Plethodontidae.

## Répartition
Cette espèce se rencontre :
- entre 500 et 2 048 m d'altitude au Costa Rica ;
- entre 650 et 2 100 m d'altitude dans la province de Bocas del Toro au Panama.

## Description
Les mâles mesurent de 44,6 à 113,9 mm de longueur standard et les femelles de 64,9 à 133,5 mm. La queue représente de 90 à 150 % de la longueur standard. Son dos est uniformément grisâtre. Son ventre est plus clair. Elle se distingue des autres espèces du genre Bolitoglossa par la présence d'un anneau jaune à la base de la queue.

## Étymologie
Son nom d'espèce, du latin robusta, « robuste », lui a été donné en référence à sa taille et son aspect général.

## Publication originale
- Cope, 1894 : Third addition to a knowledge of the Batrachia and Reptilia of Costa Rica. Proceedings of the Academy of Natural Sciences of Philadelphia, vol. 46, p. 194-206 (texte intégral).